# Joseph August Adam (Komponist)
Joseph August Adam (* 22. April 1817 in Matzleinsdorf bei Wien; † 5. November 1891 in Wien) war ein österreichischer Kapellmeister, Komponist und Tierpräparator.

## Leben

### Familie
Joseph August Adam war der Sohn von Johann Siegmund Adam, Fabrikant chemischer Farben der Firma Adam’s Söhne, die er allerdings alleine führte.
Er heiratete 1848 Aloisia Matznetter, die Tochter eines Lust- und Ziergärtners.
Er starb an „Altersschwäche“.

### Werdegang
Joseph August Adam war anfangs als Gärtner tätig.
Er erhielt seine musikalische Ausbildung im Violinenspiel bei Joseph Teichlinger und nahm 1843 Generalbass-Unterricht sowie in der Kompositionslehre, die sich aus den drei Komponenten Harmonielehre, Kontrapunkt und Formenlehre und noch die Instrumentationslehre zusammensetzte, bei Joachim Hoffmann.
1844 trat er mit seinem eigenen Orchester in verschiedenen Vergnügungslokalen der Wiener Vororte öffentlich auf, unter anderem am 4. August 1844 im Zögernitz-Casino in Oberdöbling, am 17. August 1844 im Bräuhausgarten in Fünfhaus, am 20. April 1845 in Dommayer’s Casino (heute Café Dommayer), am 7. Dezember 1845 in Fuchs’ Kasino in Simmering, 1845 führte er auch eine Ouvertüre von Hector Berlioz in Simmering auf, sowie am 25. August 1850 im Tivoli in Obermeidling.
Er wurde 1846 Kapellmeister des Wiener bürgerlichen Scharfschützenkorps und war 1848 Kapellmeister der neu aufgestellten Nationalgarde des Bezirks Wieden; am 24. Januar 1846 dirigierte er anlässlich des Karnevals in den Sälen der Kaiser Ferdinand Nordbahn und am 31. Dezember 1851 im Stadtgut, am 18. November 1852 anlässlich des Katharinen-Huldigungs-Ball-Festes im Stadtgut, am 26. November 1854 anlässlich des Großen Katharinen-Ball-Festes im Stadtgut; in den 1850er trat er auch gemeinsam mit dem gleichnamigen Sohn von Johann Strauss und mit einem der Morelly-Brüder.
Er erteilte 1853 auch Zitherunterricht.
Seine Auftritte sind bis 1855 nachweisbar, anschließend war er wieder als Gärtner tätig; dazu betätigte er sich seit 1865 als Tierpräparator und spezialisierte sich auf Vögel. Anfang der 1870er Jahre erfolgte die Übernahme der Firma Haller & Feldmann in Wien, die unter anderem mit Vögeln, Geweihen und Hörnern sowie alten Waffen und Münzen handelten.

### Musikalisches Wirken
Joseph August Adam komponierte eine große Anzahl Musikstücke mit Märschen, Walzer und Musik zu Quadrillen, unter anderem auch für Orchester und teilweise für Militärkapellen, seine Werke wurden in Wien verlegt und waren beim Volk sehr beliebt.

## Ehrungen und Auszeichnungen
Julius Lomatsch verfasste auf Joseph August Adam ein Gedicht, das unter anderem am 28. August 1844 in Der Wanderer veröffentlicht wurde.
Er wurde bei der Wiener Ornithologischen Ausstellung 1878 mit Vereins-Dukaten ausgezeichnet und erhielt 1883 für seine Präparate eine silberne Vereinsmedaille bei der Wiener Ornithologischen Ausstellung.

## Werke (Auswahl)
- Empfehlungs-Briefe: Walzer für das Piano-Forte op. 1.  Wien: bei Math. Artaria’s Witwe und Comp., 1844.[21]
- Lebensfäden, op. 2. Wien: bei Math. Artaria’s Witwe und Comp., 1844.
- Deutsche Weisen, op 3. Wien: bei Math. Artaria’s Witwe und Comp., 1844.
- Dankgefühle. 1844.
- Sphären-Klänge. 1845.[22]
- Döblinger-Sträußchen, op. 29. Wien: Witzendorf, 1846.
- Die Schützlinge, op. 36. Wien: Witzendorf, 1847.[23]
- Volksgarten-Festklänge, op. 37. Wien: Witzendorf, 1847.
- Freudenfest-Klänge. Wien: Witzendorf, 1848.
- Schneeflocken. Wien: Witzendorf, 1854.
- Quadrillen.